# Olympische Sommerspiele 1896/Schwimmen – 1200 m Freistil (Männer)
Der Schwimmwettkampf über 1200 Meter Freistil der Männer bei den Olympischen Spielen 1896 in Athen wurde am 11. April ausgetragen. Der Wettkampf fand in der Bucht von Zea statt. Olympiasieger wurde mit einem großen Vorsprung der Ungar Alfréd Hajós. Der Grieche Ioannis Andreou belegte den zweiten Platz und gewann Silber. Der Drittplatzierte Efstathios Chorafas wurde laut IOC keine Bronzemedaille vergeben.
Mit einem Schiff wurden die Schwimmer auf das offene Meer hinaus gebracht, wo sich zwischen zwei Bojen der Start befand. Die Athleten schwammen zum Ufer, wo die Ziellinie mit einer roten Fahne markiert war.

## Ergebnisse
| Rang | Athlet              | Nation             | Zeit        |
| ---- | ------------------- | ------------------ | ----------- |
| 1    | Alfréd Hajós        | Ungarn             | 18:22,2 min |
| 2    | Ioannis Andreou     | Griechenland       | 21:03,4 min |
| 3    | Efstathios Chorafas | Griechenland       | unbekannt   |
| 4–8  | Gardner Williams    | Vereinigte Staaten | unbekannt   |
| 4–8  | Nikolaos Katravas   | Griechenland       | unbekannt   |
| 4–8  | unbekannt           | Griechenland       | unbekannt   |
| 4–8  | unbekannt           | Griechenland       | unbekannt   |
| 4–8  | unbekannt           | Griechenland       | unbekannt   |
|      | Paul Neumann        | Österreich         | DNS         |